# Roland Edge
Roland Edge (* 25. November 1978 in Gillingham) ist ein ehemaliger englischer Fußballspieler.

## Karriere
Roland Edge begann seine Karriere in seiner Geburtsstadt beim FC Gillingham. Für den Verein absolvierte er zwischen 1997 und 2003 insgesamt 104 Spiele in der Second Division und First Division. In der Saison 1998/99 scheiterte er mit der Mannschaft im Play-off-Finale zur Teilnahme an der First Division im Wembley-Stadion gegen Manchester City im Elfmeterschießen. In der darauf folgenden Spielzeit gelang der Aufstieg in den Play-offs durch Siege gegen Stoke City und Wigan Athletic. In den folgenden drei Spielzeiten belegte der Verein jeweils Mittelfeldplätze in der zweiten Liga. Nach sechs Profijahren bei seinem Heimatverein wechselte Edge im August 2003 zum schottischen Erstligisten Hibernian Edinburgh. Für die Hibs absolvierte er in der Saison 2003/04 20 Spiele. Zudem unterlag er mit dem Hauptstadtklub im Finale des schottischen Ligapokals gegen den FC Livingston. Nach einem Jahr in Schottland wechselte Edge zum englischen Drittligisten Hull City. Hinter Luton Town gelang der Aufstieg als Vizemeister, woraufhin der Vertrag des Abwehrspielers bei den Tigers verlängert wurde. Verletzungsbedingt wurde der Vertrag im Januar 2006 vorzeitig aufgelöst. Ab dem Jahr 2010 begann er wieder mit dem Fußballspielen bei Folkestone Invicta in der Isthmian League.